# Drejc
Drejc je moško osebno ime.

## Izvor imena
Ime Drejc je različica moškega osebnega imena Andrej.

## Pogostost imena
Po podatkih Statističnega urada Republike Slovenije je bilo na dan 31. decembra 2007 v Sloveniji število moških oseb z imenom Drejc: 78.

## Osebni praznik
Osebe z imenom Drejc lahkko godujejo skupaj z Andreji.